# Cúp bóng đá Phần Lan
Cúp bóng đá Phần Lan (tiếng Phần Lan: Suomen cup; tiếng Thụy Điển: Finlands cup) là giải đấu cúp chính của bóng đá Phần Lan. Giải đấu thường niên này dành cho tất cả các đội bóng thuộc Hiệp hội bóng đá Phần Lan và khởi tranh từ năm 1955.
Đội vô địch Cúp bóng đá Phần Lan sẽ giành quyền tham dự UEFA Europa League.

## Chung kết

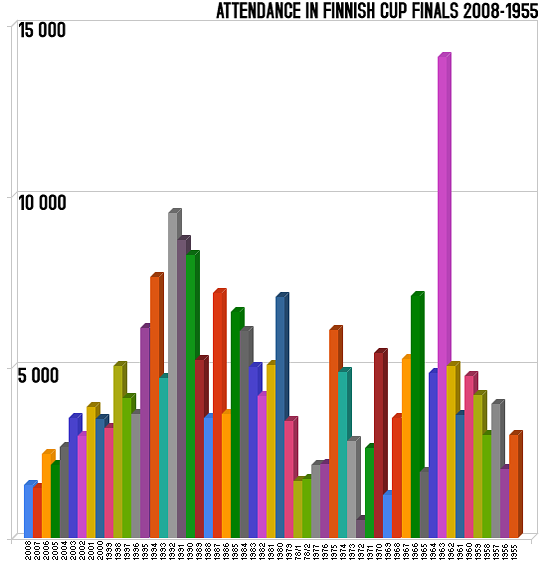
Số khán giả tham dự các trận chung kết giai đoạn 1955-2008

Thành tích của các câu lạc bộ như bảng sau:

| Mùa giải  | Ngày thi đấu                             | Vô địch        | Á quân         | Tỉ số                | Địa điểm                   | Thành phố    | Khán giả    |
| 1955      | 20 tháng 11 năm 1955                     | Haka           | HPS            | 5–1                  | Sân vận động Olympic       | Helsinki     | 3.021       |
| 1956      | 28 tháng 10 năm 1956                     | Pallo-Pojat    | TKT            | 2–1                  | Sân vận động Olympic       | Helsinki     | 2.020       |
| 1957      | 27 tháng 10 năm 1957                     | IF Drott       | KPT            | 2–1 (s.h.p.)         | Sân vận động Olympic       | Helsinki     | 3.907       |
| 1958      | 3 tháng 9 năm 1958                       | KTP            | KIF            | 4–1                  | Sân vận động Olympic       | Helsinki     | 3.005       |
| 1959      | 1 tháng 11 năm 1959                      | Haka           | HIFK           | 2–1                  | Sân vận động Olympic       | Helsinki     | 4.176       |
| 1960      | 23 tháng 10 năm 1960                     | Haka           | RU-38          | 3–1 (s.h.p.)         | Sân vận động Olympic       | Helsinki     | 4.729       |
| 1961      | 22 tháng 10 năm 1961                     | KTP            | Pallo-Pojat    | 5–2                  | Sân vận động Olympic       | Helsinki     | 3.601       |
| 1962      | 21 tháng 10 năm 1962                     | HPS            | RoPS           | 5–0                  | Sân vận động Olympic       | Helsinki     | 5.022       |
| 1963      | 20 tháng 10 năm 1963                     | Haka           | Reipas Lahti   | 1–0                  | Sân vận động Olympic       | Helsinki     | 14.052      |
| 1964      | 18 tháng 10 năm 1964                     | Reipas Lahti   | LaPa           | 1–0                  | Sân vận động Olympic       | Helsinki     | 4.837       |
| 1965      | 20 tháng 10 năm 1965                     | Åbo IFK        | TPS            | 1–0                  | Sân vận động Olympic       | Helsinki     | 1.936       |
| 1966      | 30 tháng 10 năm 1966                     | HJK            | KTP            | 6–1                  | Sân vận động Olympic       | Helsinki     | 7.069       |
| 1967      | 11 tháng 10 năm 1967                     | KTP            | Reipas Lahti   | 2–0                  | Sân vận động Olympic       | Helsinki     | 5.243       |
| 1968      | 12 tháng 10 năm 1968                     | KuPS           | KTP            | 2–1                  | Sân vận động Olympic       | Helsinki     | 3.521       |
| 1969      | 8 tháng 10 năm 1969                      | Haka           | Honka          | 2–0                  | Sân vận động Olympic       | Helsinki     | 1.250       |
| 1970      | 4 tháng 10 năm 1970                      | MP             | Reipas Lahti   | 4–1 (s.h.p.)         | Sân vận động Olympic       | Helsinki     | 5.399       |
| 1971      | 10 tháng 10 năm 1971                     | MP             | Sport          | 4–1                  | Sân vận động Olympic       | Helsinki     | 2.645       |
| 1972      | 15 tháng 10 năm 1972                     | Reipas Lahti   | VPS            | 2–0                  | Sân vận động Olympic       | Helsinki     | 528         |
| 1973      | 7 tháng 10 năm 1973                      | Reipas Lahti   | SePS           | 1–0                  | Sân vận động Olympic       | Helsinki     | 2.846       |
| 1974      | 6 tháng 10 năm 1974                      | Reipas Lahti   | OTP            | 1–0                  | Sân vận động Olympic       | Helsinki     | 4.866       |
| 1975      | 25 tháng 4 năm 1976                      | Reipas Lahti   | HJK            | 6–2 (s.h.p.)         | Sân vận động Olympic       | Helsinki     | 6.086       |
| 1976      | 17 tháng 4 năm 1977                      | Reipas Lahti   | FC Ilves       | 2–0                  | Sân vận động Tammela       | Tampere      | 2.175       |
| 1977      | 23 tháng 10 năm 1977                     | Haka           | SePS           | 3–1                  | Sân vận động Olympic       | Helsinki     | 2.134       |
| 1978      | 8 tháng 10 năm 1978 15 tháng 10 năm 1978 | Reipas Lahti   | KPT            | 3–1 1–1              | Väinölänniemi Radiomäki    | Kuopio Lahti | 1.664 1.731 |
| 1979      | 21 tháng 10 năm 1979                     | FC Ilves       | TPS            | 2–0                  | Sân vận động Olympic       | Helsinki     | 3.409       |
| 1980      | 19 tháng 10 năm 1980                     | KTP            | Haka           | 3–2                  | Sân vận động Olympic       | Helsinki     | 7.039       |
| 1981      | 17 tháng 10 năm 1981                     | HJK            | FC Kuusysi     | 4–0                  | Töölön Pallokenttä         | Helsinki     | 5.063       |
| 1982      | 16 tháng 10 năm 1982                     | Haka           | KPV            | 3–2                  | Sân vận động Olympic       | Helsinki     | 4.161       |
| 1983      | 15 tháng 10 năm 1983                     | FC Kuusysi     | Haka           | 2–0                  | Sân vận động Olympic       | Helsinki     | 5.008       |
| 1984      | 20 tháng 10 năm 1984                     | HJK            | FC Kuusysi     | 2–1                  | Sân vận động Olympic       | Helsinki     | 6.057       |
| 1985      | 19 tháng 10 năm 1985                     | Haka           | HJK            | 2–2 (s.h.p.) 2–1 (p) | Sân vận động Olympic       | Helsinki     | 6.622       |
| 1986      | 11 tháng 10 năm 1986                     | RoPS           | KePS           | 2–0                  | Sân vận động Olympic       | Helsinki     | 3.636       |
| 1987      | 17 tháng 10 năm 1987                     | FC Kuusysi     | OTP            | 5–4                  | Sân vận động Olympic       | Helsinki     | 7.176       |
| 1988      | 15 tháng 10 năm 1988                     | Haka           | OTP            | 1–0                  | Sân vận động Olympic       | Helsinki     | 3.504       |
| 1989      | 14 tháng 10 năm 1989                     | KuPS           | Haka           | 3–2                  | Sân vận động Olympic       | Helsinki     | 5.203       |
| 1990      | 13 tháng 10 năm 1990                     | FC Ilves       | HJK            | 2–1                  | Sân vận động Olympic       | Helsinki     | 8.285       |
| 1991      | 24 tháng 10 năm 1991                     | TPS            | FC Kuusysi     | 0–0 (s.h.p.) 5–3 (p) | Sân vận động Olympic       | Helsinki     | 8.727       |
| 1992      | 9 tháng 7 năm 1992                       | MyPa           | FF Jaro        | 2–0                  | Sân vận động Olympic       | Helsinki     | 9.517       |
| 1993      | 17 tháng 7 năm 1993                      | HJK            | RoPS           | 2–0                  | Sân vận động Pori          | Pori         | 4.680       |
| 1994      | 10 tháng 7 năm 1994                      | TPS            | HJK            | 2–1                  | Sân vận động Olympic       | Helsinki     | 7.617       |
| 1995      | 28 tháng 10 năm 1995                     | MyPa           | FC Jazz        | 1–0                  | Sân vận động Olympic       | Helsinki     | 6.140       |
| 1996      | 3 tháng 11 năm 1996                      | HJK            | TPS            | 0–0 (s.h.p.) 4–3 (p) | Sân vận động Olympic       | Helsinki     | 3.632       |
| 1997      | 25 tháng 10 năm 1997                     | FC Haka        | TPS            | 2–1 (s.h.p.)         | Sân vận động Olympic       | Helsinki     | 4.107       |
| 1998      | 31 tháng 10 năm 1998                     | HJK            | PK-35          | 3–2                  | Sân vận động Olympic       | Helsinki     | 5.023       |
| 1999      | 30 tháng 10 năm 1999                     | FC Jokerit     | FF Jaro        | 2–1                  | Sân vận động Olympic       | Helsinki     | 3.217       |
| 2000      | 10 tháng 11 năm 2000                     | HJK            | Kotkan TP      | 1–0                  | Sân vận động Finnair       | Helsinki     | 3.471       |
| 2001      | 12 tháng 11 năm 2001                     | Atlantis FC    | Tampere United | 1–0                  | Sân vận động Tammela       | Tampere      | 3.820       |
| 2002      | 9 tháng 11 năm 2002                      | FC Haka        | FC Lahti       | 4–1                  | Sân vận động Finnair       | Helsinki     | 2.984       |
| 2003      | 1 tháng 11 năm 2003                      | HJK            | AC Allianssi   | 2–1 (s.h.p.)         | Sân vận động Finnair       | Helsinki     | 3.520       |
| 2004      | 30 tháng 10 năm 2004                     | MyPa           | FC Hämeenlinna | 2–1                  | Sân vận động Finnair       | Helsinki     | 2.650       |
| 2005      | 29 tháng 10 năm 2005                     | FC Haka        | TPS            | 4–1                  | Sân vận động Finnair       | Helsinki     | 2.130       |
| 2006      | 4 tháng 11 năm 2006                      | HJK            | KPV            | 1–0                  | Sân vận động Finnair       | Helsinki     | 2.447       |
| 2007      | 11 tháng 11 năm 2007                     | Tampere United | FC Honka       | 3–3 (s.h.p.) 3–1 (p) | Sân vận động Finnair       | Helsinki     | 1.457       |
| 2008      | 1 tháng 11 năm 2008                      | HJK            | FC Honka       | 2–1 (s.h.p.)         | Sân vận động Finnair       | Helsinki     | 1.554       |
| 2009      | 31 tháng 10 năm 2009                     | Inter Turku    | Tampere United | 2–1                  | Sân vận động Finnair       | Helsinki     | 2.065       |
| 2010      | 25 tháng 9 năm 2010                      | TPS            | HJK            | 2–0                  | Sân vận động Sonera        | Helsinki     | 5.137       |
| 2011      | 24 tháng 9 năm 2011                      | HJK            | KuPS           | 2–1 (s.h.p.)         | Sân vận động Sonera        | Helsinki     | 5.125       |
| 2012      | 29 tháng 9 năm 2012                      | FC Honka       | KuPS           | 1–0                  | Sân vận động Sonera        | Helsinki     | 2.340       |
| 2013      | 28 tháng 9 năm 2013                      | RoPS           | KuPS           | 2–1                  | Sân vận động Sonera        | Helsinki     | 4.032       |
| 2014      | 1 tháng 11 năm 2014                      | HJK            | Inter Turku    | 0–0 (s.h.p.) 5–3 (p) | Sân vận động Sonera        | Helsinki     | 2.349       |
| 2015      | 26 tháng 9 năm 2015                      | IFK Mariehamn  | Inter Turku    | 2–1                  | Tehtaan kenttä             | Valkeakoski  | 3.017       |
| 2016      | 24 tháng 9 năm 2016                      | SJK            | HJK            | 1–1 (s.h.p.) 7–6 (p) | Sân vận động Ratina        | Tampere      | 2,000       |
| 2016–2017 | 23 tháng 9 năm 2017                      | HJK            | SJK            | 1–0                  | Sân vận động OmaSP Stadion | Seinäjoki    | 3,617       |
| 2017–2018 | 12 tháng 5 năm 2018                      | Inter Turku    | HJK            | 1–0                  | Sân vận động Sonera        | Helsinki     | 3,540       |

## Thành tích theo câu lạc bộ
Thành tích các câu lạc bộ khác nhau được thể hiện trong bảng sau:

| Câu lạc bộ                | Số lần vô địch | Số lần á quân | Năm vô địch                                                                     |
| ------------------------- | -------------- | ------------- | ------------------------------------------------------------------------------- |
| HJK                       | 13             | 7             | 1966, 1981, 1984, 1993, 1996, 1998, 2000, 2003, 2006, 2008, 2011, 2014, 2016–17 |
| FC Haka                   | 12             | 3             | 1955, 1959, 1960, 1963, 1969, 1977, 1982, 1985, 1988, 1997, 2002, 2005          |
| Reipas Lahti              | 7              | 3             | 1964, 1972, 1973, 1974, 1975, 1976, 1978                                        |
| KTP                       | 4              | 3             | 1958, 1961, 1967, 1980                                                          |
| TPS                       | 3              | 5             | 1991, 1994, 2010                                                                |
| MyPa                      | 3              | –             | 1992, 1995, 2004                                                                |
| KuPS                      | 2              | 3             | 1968, 1989                                                                      |
| Kuusysi                   | 2              | 3             | 1983, 1987                                                                      |
| RoPS                      | 2              | 2             | 1986, 2013                                                                      |
| Ilves                     | 2              | 1             | 1979, 1990                                                                      |
| MP                        | 2              | –             | 1970, 1971                                                                      |
| FC Honka                  | 1              | 3             | 2012                                                                            |
| TamU                      | 1              | 2             | 2007                                                                            |
| Inter Turku               | 2              | 2             | 2009,2017–18                                                                    |
| Pallo-Pojat               | 1              | 1             | 1956                                                                            |
| HPS                       | 1              | 1             | 1962                                                                            |
| IF Drott                  | 1              | –             | 1957                                                                            |
| ÅIFK                      | 1              | –             | 1965                                                                            |
| FC Jokerit                | 1              | –             | 1999                                                                            |
| Atlantis                  | 1              | –             | 2001                                                                            |
| IFK Mariehamn             | 1              | –             | 2015                                                                            |
| Seinäjoen Jalkapallokerho | 1              | 1             | 2016                                                                            |